# Offlaga
Offlaga – miejscowość i gmina we Włoszech, w regionie Lombardia, w prowincji Brescia.
Według danych na rok 2004 gminę zamieszkiwało 3356 osób, 152,5 os./km².